# Божковы
Божковы — дворянский род.
Дворяне Божковы ведут своё происхождение от Фёдора Божкова, который был певчим при Высочайшем дворе. Происходил из казаков Коропской сотни Нежинского полка Войска Запорожского. 2 апреля 1773 года он был всемилостивейше пожалован дворянским достоинством, потомственно.

## Описание герба
В щите голубого цвета изображена Сирена серебряная, в золотой на голове Короне, имеющая распущенные по плечам власы, и в руках, в правой музыкальную нотную книгу, а в левой свой хвост в верх обращённый.
Над щитом обыкновенный шлем с произрастающей сверху него Сиреною. Герб Божкова внесён в Часть 1 Общего гербовника дворянских родов Всероссийской империи, стр. 101.